# Massacre des ambulanciers de Rafah
Le 23 mars 2025, les Israel Defense Forces (IDF) ont attaqué plusieurs véhicules humanitaires, dont cinq ambulances, un camion de pompiers et un véhicule des United Nations, dans la zone d'Al-Hashashin au sud de Rafah, dans la bande de Gaza. Le massacre meurtrier a causé la mort d'au moins 15 travailleurs humanitaires, dont huit membres de la Croissant-Rouge palestinien, cinq de la défense civile et un employé d'une agence de l'ONU. Ce n'est que le 30 mars que la plupart des corps disparus ont été retrouvés dans un charnier à Rafah, bien qu'un ambulancier initialement déclaré disparu reste sous la garde israélienne. La Fédération internationale des Sociétés de la Croix-Rouge et du Croissant-Rouge (IFRC) a condamné les attaques, déclarant qu'elles constituaient les « plus meurtrières » pour ses travailleurs depuis près d'une décennie,.

## Contexte
Le 18 mars 2025, Israël a lancé une attaque surprise contre la bande de Gaza, mettant fin de facto du cessez-le-feu entre Israël et le Hamas et reprenant la Guerre de Gaza. L'attaque israélienne par missiles et par artillerie a tué plus de 400 Palestiniens, dont 263 femmes et enfants, en faisant l'une des plus meurtrières de la Guerre de Gaza,.

## Attaques
Le 23 mars 2025, les IDF ont tiré sur cinq ambulances et un camion de pompiers « un par un »,. Les véhicules humanitaires ont été « écrasés et enterrés sous du sable » dans ce qui semble être une tentative de dissimuler les meurtres, tandis que les secouristes, portant leurs uniformes, sont restés portés disparus dans une fosse commune pendant huit jours. Les ambulances avaient été initialement dépêchées dans la zone d'Al-Hashashin pour répondre aux victimes des attaques israéliennes, avant d'être encerclées par des troupes israéliennes et de perdre le contact avec les répartiteurs. Les ambulanciers partis à leur recherche ont été tués et blessés,. Israël a déclaré que les véhicules « avançaient de manière suspecte » sans phares ni signaux d'urgence. Il a affirmé que les véhicules étaient utilisés comme couverture par le Hamas et le Jihad islamique palestinien. Israël a allégué qu'un membre du Hamas et « huit autres terroristes » figuraient parmi les morts, sans fournir de preuves,.
Selon l'analyste médico-légal Ahmad Dhaher, qui a examiné cinq des corps, les secouristes ont été tués à bout portant lors d'exécutions sommaires, avec des blessures par balles « spécifiques et intentionnelles » à la tête et au cœur. Les proches des victimes ont décrit divers signes de sévices. Un membre de la famille a signalé des marques aux poignets d'une victime dues à des liens et des doigts cassés, tandis qu'un autre a évoqué de multiples blessures par balles au torse et au poignet. Deux témoins ont également rapporté que certaines victimes avaient les mains ou les pieds attachés.
Une vidéo retrouvée sur le téléphone portable de l'un des secouristes contredit la version israélienne des faits, montrant les ambulances et le camion de pompiers clairement marqués, avec leurs feux d'urgence allumés, alors que les troupes israéliennes ouvrent le feu en rafale, tuant tous les secouristes. Dans l'enregistrement, un ambulancier récite la Shahada et ajoute « Pardonne-moi maman pardonne-moi je jure que j'ai choisi cette voie uniquement pour aider les autres ». Ce secouriste a ensuite été retrouvé dans la fosse commune avec une balle dans la tête. Le New York Times a analysé des images satellites montrant les forces israéliennes en train de raser le site après l'attaque,. Après la diffusion de la vidéo, Israël a modifié sa version des faits en admettant que ses soldats avaient commis des erreurs.
Le massacre a été perpétré par des soldats de la brigade Golani. Au moment des tueries, ils étaient placés sous le commandement du général de brigade Yehuda Vach, connu pour avoir établi des zones à tuer (kill zone) à Gaza où les civils étaient délibérément tués et pour avoir déclaré à ses subordonnés qu'il n'y avait pas d'innocents à Gaza. Étaient également présents sur les lieux des agents de terrain de l'Unité 504, une unité de renseignement militaire réputée pour sa brutalité et des actes de torture.

### Récit du survivant
Munther Abed, un volontaire de 27 ans au Croissant-Rouge depuis l'âge de 18 ans, se trouvait dans la première ambulance à arriver sur les lieux d'une frappe aérienne dans le quartier Hashashin de Rafah lorsque celle-ci a été prise pour cible par des tirs israéliens. Abed a survécu en se jetant au sol, tandis que ses deux collègues à l'avant ont été tués.
Après avoir été capturé par les soldats israéliens, Abed a décrit son traitement : « J'ai été complètement déshabillé, ne laissant que mes sous-vêtements, et mes mains ont été liées derrière mon dos », se souvient-il, « Ils m'ont jeté au sol, et l'interrogatoire a commencé. J'ai subi de lourdes tortures, dont des coups, des insultes, des menaces de mort, et de l'étouffement quand un soldat a appuyé un fusil contre mon cou. Un autre soldat a tenu une dague contre mon épaule gauche. ». Pendant sa détention, il a été témoin d'autres véhicules de secours, dont des ambulances et des camions de pompiers, attaqués par les forces israéliennes. Il a aussi vu un bulldozer et une pelleteuse arriver pour creuser une fosse où les véhicules et les corps ont été enterrés. Abed a déclaré qu'un responsable ambulancier du Croissant-Rouge, Assad al-Nassara, qui reste porté disparu, était vivant en détention israélienne près des lieux du massacre,.
Abed a précisé que l'ambulance était marquée avec les feux allumés et le logo du Croissant-Rouge visible lorsqu'ils se sont dirigés vers le site. Alors que l'IDF qualifiait la zone de zone de guerre, Abed a affirmé que Hashashin était un quartier civil où la vie quotidienne continuait, et non une zone de combat désignée. Il a également rejeté l'affirmation d'Israël selon laquelle le Hamas aurait utilisé des ambulances, qualifiant cette déclaration d'« absolument fausse » et réaffirmant que tous les membres des équipes impliquées étaient des civils.
Abed a été contraint d'aider les soldats israéliens dans la vérification et la photographie des résidents locaux, qui ont été ordonnés de quitter la zone et de se déplacer vers al-Mawasi. Il a été libéré le soir même et on lui a rendu sa montre et ses sous-vêtements, mais pas sa carte d'identité, son uniforme d'ambulancier, ni ses chaussures. Abed a été prié de marcher en direction d'al-Mawasi et a finalement réussi à signaler un véhicule du Croissant-Rouge pour obtenir de l'aide.

## Victimes
Selon l'ONU, les ambulanciers palestiniens tués ont été enterrés par les troupes israéliennes dans des fosses communes. Les résultats de l'autopsie des 15 corps analysés indiquent qu'ils ont été abattus dans la partie supérieure du corps, ce qui laisse supposer une intention de tuer.
La Fédération internationale des sociétés de la Croix-Rouge et du Croissant-Rouge (IFRC) a identifié ses travailleurs disparus comme les officiers ambulanciers Mostafa Khufaga, Saleh Muamer, et Ezzedine Shaath, ainsi que les volontaires de premiers secours Mohammad Bahloul, Mohammed al-Heila, Ashraf Abu Labda, Raed al-Sharif, et Rifatt Radwan, ajoutant que l'officier ambulancier Assad al-Nassara était toujours porté disparu. Aucun des noms signalés comme ayant été retrouvés dans la fosse commune ne correspond aux noms des "terroristes" que l'IDF prétend avoir éliminés, et un corps retrouvé avait les mains liées.
Le 13 avril, le Croissant-Rouge palestinien a reçu la confirmation que son ambulancier disparu, Assad al-Nassara, était détenu par les autorités israéliennes,.

## Enquête
Du 23 au 30 mars, une « opération de sauvetage complexe et d'une semaine » a eu lieu, impliquant des bulldozers et des engins lourds pour rechercher les corps enterrés sous le sable et les débris, tandis que les secouristes utilisaient des pelles pour creuser dans la terre. L'opération de sauvetage a été compliquée par le refus de l'IDF de coopérer avec le Croissant-Rouge, l'OCHA et l'ONU, leur refusant l'accès. Le 27 mars, le corps d'un travailleur de la défense civile a été retrouvé, et quatorze autres ont été récupérés le 30 mars. Un médecin appartenant au PRCS est resté porté disparu, jusqu'à ce qu'il soit confirmé le 13 avril qu'il était détenu par les autorités israéliennes.
À la suite de la diffusion de l'enregistrement vidéo, Israël a changé son récit de l'incident, admettant que ses soldats avaient "fait des erreurs". Les analystes ont noté qu'Israël a un historique d'explications inexactes pour justifier ses tueries de civils et de changements de version des événements lorsque des preuves apparaissent qui réfutent son explication initiale. Le chef d'état-major de l'IDF Eyal Zamir a ordonné une enquête interne sur l'incident par l'unité responsable du traitement des crimes de guerre présumés. À ce jour, des dizaines d'incidents ont été renvoyés à cette unité, mais aucune réprimande ou sanction n'a été émise à l'encontre des soldats de l'IDF. Cette situation soulève des questions sur la véritable volonté d'Israël de rendre des comptes pour ses actions militaires.
Selon l'organisation israélienne de défense des droits humains Yesh Din, le système mis en place par l'état-major de l'IDF pour enquêter sur les crimes de guerre potentiels est principalement conçu pour protéger l'armée de toute responsabilité tout en maintenant l'apparence d'un processus légal. Une analyse des campagnes militaires israéliennes au cours de la dernière décennie a révélé qu'au moins 664 plaintes avaient été soumises pour examen, mais plus de 80 % ont été classées sans qu'une enquête criminelle ne soit lancée. L'organisation a conclu que le système de justice militaire ne poursuit que rarement des accusations contre les soldats de bas rang et évite presque entièrement d'enquêter sur les commandants supérieurs.
Des autopsies ont été effectuées par un médecin de Gaza sur tous les paramédics tués lors de l'attaque, à l'exception d'un travailleur humanitaire de l'ONU. Le rapport de nécropsie, examiné par un pathologiste norvégien, a révélé que ces paramédics ont été tués par des balles tirées dans leur poitrine, abdomen, dos ou tête,. La plupart ont été abattus plusieurs fois.
L'armée israélienne a publié le rapport d'enquête le 20 avril 2025, dans lequel elle a admis que les meurtres étaient dus à « plusieurs échecs professionnels, des violations des ordres et un échec à signaler complètement l'incident ». L'agence humanitaire des Nations Unies à Gaza, le Croissant-Rouge palestinien et la défense civile de Gaza ont rejeté le rapport de l'enquête.